# Chirostyloidea
Super-famille
Les Chirostyloidea sont une super-famille de crustacés de l'infra-ordre des Anomura. 

## Liste desfamilles
Selon World Register of Marine Species (28 mars 2021) :
- famille Chirostylidae Ortmann, 1892
- famille Eumunididae A. Milne Edwards & Bouvier, 1900
- famille Kiwaidae Macpherson, Jones & Segonzac, 2005
- famille Sternostylidae Baba, Ahyong & Schnabel, 2018

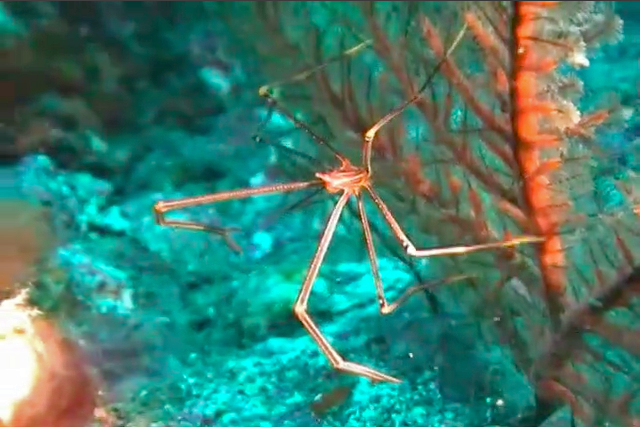
Chirostylus ortmanni, un Chirostylidae.
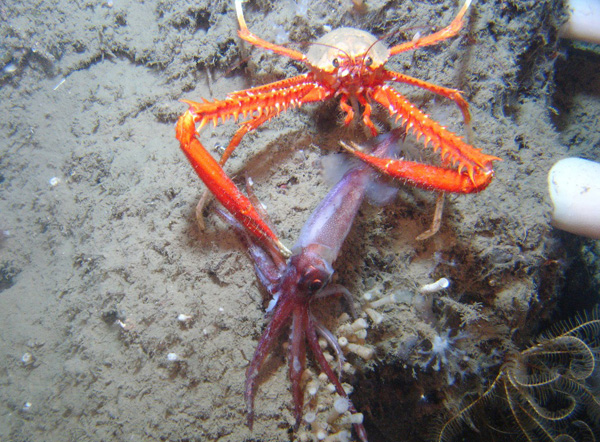
Eumunida picta, un Eumunididae.
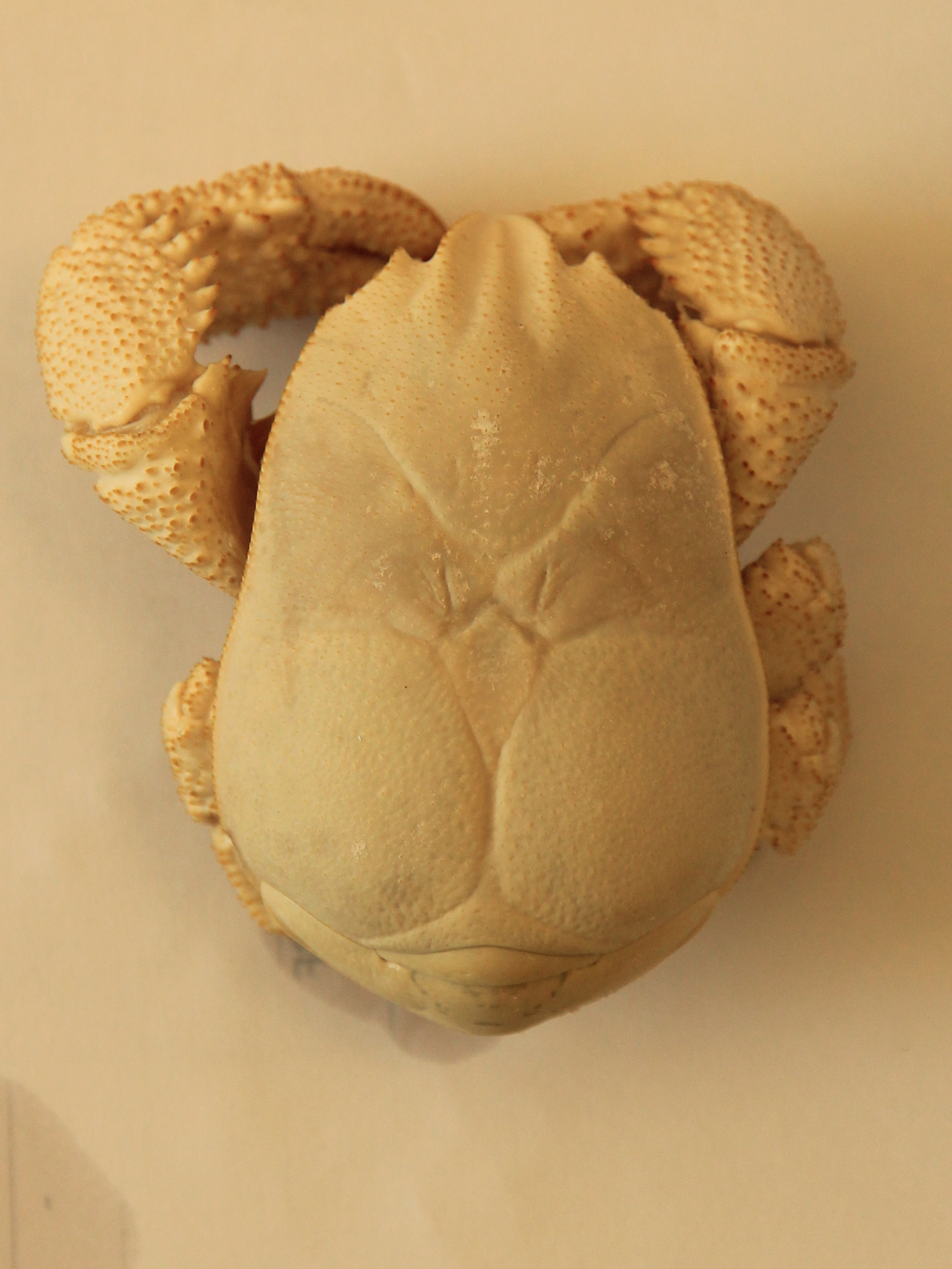
Kiwa tyleri, un Kiwaidae.